# Żelinit
Żelinit – macerał węgli brunatnych z podgrupy humokolinitu, którego wyróżniamy dwie odmiany:
- poriżelinit – może występować w komórkach tekstynitu, jest drobno ziarnisty;
- lebiżelinit – bardziej jednorodny występuje w szczelinach, spękaniach w węglu. W jego obrębie można zobaczyć szczeliny związane z wysychaniem żelinitu.